# Ronaldo (film)
Pour les articles homonymes, voir Ronaldo (homonymie).
Pour plus de détails, voir Fiche technique et Distribution.
Ronaldo est un film biographique documentaire britannique réalisé par Anthony Wonke en 2015.
Il s'agit d'un film centré sur la vie du joueur de football portugais Cristiano Ronaldo, qui joue encore au moment de la sortie du film,. Le film est aussi disponible sur Netflix.

## Synopsis
Ce film est centré sur la vie du joueur Cristiano Ronaldo, de son enfance jusqu'à la sortie du film en 2015. Il donne de nombreux détails sur le joueur avec des amis, des collègues et sa famille, et comment il gère sa vie en dehors, ou pendant la célébrité.

## Fiche technique
- Titre original : Ronaldo
- Titre français : Ronaldo
- Réalisation : Anthony Wonke
- Scénario : n/a
- Direction artistique : n/a
- Décors : n/a
- Costumes : n/a
- Photographie : Mike Eley, Neil Harvey
- Montage : Stephen Ellis
- Musique : Walter Mair
- Production : James Gay-Rees, Asif Kapadia, Paul Martin
- Sociétés de production : Universal Studios (Universal Pictures), On The Corner Films, We Came We Saw We Conquered Studios, MediaPro Ronaldo.
- Société de distribution : Universal Studios (Universal Pictures)
- Budget : n/a
- Pays d’origine :  Portugal,  Royaume-Uni,  Espagne,  Brésil
- Langue originale : anglais, portugais
- Format : n/a
- Genre : Documentaire, Film biographique
- Durée : n/a
- Dates de sorties: 9 novembre 2015 (monde)

## Distribution
- Cristiano Ronaldo : lui-même
- Jorge Mendes : lui-même / agent de Cristiano
- Cristiano Ronaldo Jr : lui-même / fils de Cristiano
- Rita Pereira : elle-même
- Maria Dolores dos Santos Aveiro : elle-même / mère de Cristiano
- Hugo dos Santos : lui-même / frère de Cristiano
- Elma dos Santos : elle-même / sœur de Cristiano
- Cátia Lilian dos Santos : elle-même / sœur de Cristiano